# Tjibbe Joustra (kunstenaar)
Tjibbe Joustra (Hengelo, 29 september 1955) is een Nederlands kunstenaar. Naast beeldende kunst (en in relatie daarmee), bestaat zijn werk uit literatuur (Visual Literature), soundscapes en grafisch design. Amsterdam en het Amsterdams stadsleven vormen herkenbare oriëntatiepunten vanaf het (roman)debuut IJslollie (1988) tot en met het videowerk-in-uitvoering AmstelBeach. Ook van buiten kunstkringen bestaat een toenemende belangstelling voor het werk van Joustra.

## Discografie
- WordsMusic 1998, cd, (TGF)
- Kilometer 2000, cd, (Toos Records)
- Artletics One 2002, dvd (JMDA 9164)
- VondelPark 2002, cd (JMDA 5810)
- PopSports 2003, cd & dvd (JMDA 4471/8357)
- Damusement 2003, cd (JMDA 6729)
- Missyrope 2003, cd & dvd (JMDA 0749/1509)
- AmsterDame 2004, cd & dvd (JMDA 0781/)
- A.L.O.E 2004, cd (JMDA)
- The-Art 2005, cd (JMDA 9212)